# Río Vendoval
La río Vendoval es un río del suroeste de la península ibérica, perteneciente a la cuenca hidrográfica del Guadalquivir, que discurre por el territorio del sur de la provincia de Badajoz. 
El río Vendoval nace en la sierra de Tentudía, cerca de la localidad de Pallares. Realiza un recorrido de unos 19 km en dirección noroeste-sureste hasta su desembocadura en el río Viar, poco antes del embalse de El Pintado. 
La cuenca del Vendoval parece englobarse en el territorio de la Beturia Túrdula, sin embargo en las riberas del río hay indicios de la existencia de un castro celta.